# Michael Andersson
Michael Andersson (Höganäs, 4 de marzo de 1967) es un exciclista profesional sueco. Fue profesional de 1995 a 2001. Especialista en la contrarreloj, fue campeón nacional ocho veces. Tiene el récord de victorias en la Vuelta a Suecia con tres victorias.

## Palmarés
| 1990 - Campeonato de Suecia Contrarreloj 1991 - Vuelta a Suecia, más 1 etapa - París-Évreux 1992 - Campeonato de Suecia Contrarreloj - Vuelta a Suecia, más 2 etapas 1993 - Campeonato de Suecia Contrarreloj - Cinturón a Mallorca, más 1 etapa - 2.º en el Campeonato de Suecia en Ruta 1994 - Campeonato de Suecia en Ruta - Cinturó de l'Empordá 1995 - Rapport Toer, más 1 etapa - Giro del Capo | 1996 - Campeonato de Suecia Contrarreloj - 1 etapa de la Vuelta a Suecia - 1 etapa de la Carrera de la Paz - Tour de China, más 1 etapa 1997 - Campeonato de Suecia Contrarreloj - Tour de Berna 1998 - Campeonato de Suecia Contrarreloj - 3.º en el Campeonato de Suecia en Ruta 1999 - Campeonato de Suecia Contrarreloj - 2.º en el Campeonato del Mundo Contrarreloj - 1 etapa del G. P. Ringerike 2000 - Vuelta a Suecia, más 1 etapa - Campeonato de Suecia Contrarreloj |

## Resultados en Grandes Vueltas y Campeonatos del Mundo
| Carrera              | 1995 | 1996 | 1997 | 1998 | 1999 | 2000 | 2001 |
| -------------------- | ---- | ---- | ---- | ---- | ---- | ---- | ---- |
| Giro de Italia       | Ab.  | -    | -    | Ab.  | -    | -    | -    |
| Tour de Francia      | -    | -    | -    | -    | -    | -    | -    |
| Vuelta a España      | 98.º | Ab.  | Ab.  | -    | -    | -    | Ab.  |
| Mundial en Ruta      | -    | 46.º | 66.º | -    | -    | -    | -    |
| Mundial Contrarreloj | -    | 11.º | 12.º | 34.º | 2.º  | -    | -    |

-: no participa

Ab.: abandono